# Sebastián Aguirre Boëda
Sebastián Matías Aguirre Boëda (Ciudad de México, México, 9 de marzo de 1998) es un actor mexicano; ganador de un premio Ariel en la categoría de Ariel a mejor revelación masculina en el año 2014.

## Biografía
Sus padres son violinistas, y desde niño estuvo expuesto a las expresiones artísticas. A los 8 años, su madre lo llevó a tomar cursos en CasAzul, una escuela de teatro mexicana, y allí decidió convertirse en actor. Sobre su carrera actoral, Aguirre Boëda no quiere repetirse, “pasa que cuando consigues un papel te quedas pegado, pero yo quiero diversidad para mostrar mis capas como actor”. Sus películas favoritas incluyen Trainspotting, La piel que habito y El castillo de la pureza y también quiere especializarse en dirección cinematográfica.

## Trayectoria de actor
Aguirre Boëda debutó en los cortometrajes ¡Volar! y La canción de los niños muertos en 2008. Esta última película, sobre cinco adolescentes que pierden a su madre, fue dirigida por el cineasta mexicano David Pablos, y ganó como Mejor Cortometraje de Ficción en el Festival Internacional de Cine de Morelia y se proyectó durante la semana de la Crítica del Festival Internacional de Cine de Cannes de 2009. Este trabajo le valió a Pablos el Premio Ariel a Mejor Cortometraje de Acción Real y también el SIGNISPremio durante el 4° Festival Internacional de Cortometrajes (FICMEX), siendo el veredicto del jurado de SIGNIS que “la narrativa fílmica nos adentra en la complejidad de sentimientos dispares como la violencia y la ternura, la ira y el perdón, la rebeldía y la reconciliación”.
A los 12 años audicionó para el papel de «Julián "Sacramento" Santos», un niño abusado sexualmente por un sacerdote, en la película Obediencia perfecta dirigida por Luis Urquiza. Rodó dos años después, y junto a los otros 30 niños actores que intervienen en la película, Aguirre Boëda estuvo acompañado en todo momento por sus padres, psicólogos, abogados y una coach (Margarita Mandoki) que trabajó con los actores muchos meses antes del rodaje. Aguirre Boëda accedió a participar en la película, ya que había un mensaje que dar, y después de ver la película terminada dijo: "Pensé que sería morboso, pero cada escena fue hecha con cuidado. Lo que me gustó de la película es que solo ves lo que tienes que ver". Dado que el guion se basó parcialmente en la escándalo sexual de Marcial Maciel, líder fundador y director general de la Legión de Cristo, fue consultado sobre su orientación religiosa por el diario mexicano El Universal, y se declaró ateo. La actuación de Aguirre Boëda fue recibida con críticas positivas, incluyendo a Ronnie Scheib de la revista Variety, quien afirmó que el actor "tiene un éxito admirable en proyectar su belleza beatífica en una luz santa perfecta para una postal".
La siguiente película de Aguirre Boëda fue Güeros dirigida por Alonso Ruizpalacios en el papel de «Tomás», un adolescente enviado desde Veracruz a la Ciudad de México por su mamá para vivir con su hermano mayor (Ténoch Huerta). Sobre trabajar en la película, Aguirre Boëda dijo que fue una experiencia “de mucha fraternidad; Ilse (Salas), Ténoch (Huerta) y Leonardo (Ortizgris) se llevaban muy bien y eso se vio reflejado en la película, tuve mucho de diversión haciéndolo". Güeros recibió doce nominaciones a la 57 edición de los Premios Ariel en México, incluyendo Mejor película y Mejor Dirección; Aguirre Boëda obtuvo una doble nominación a Mejor actuación masculina por esta película y su trabajo en Obediencia perfecta. Sobre este reconocimiento, Sebastián dijo: “No me lo esperaba, estoy muy orgulloso… Puedo conseguir mejores cosas, no es algo que me asegure que voy a tener más trabajo, pero es un avance paulatino. eso me enorgullece". Ganó el Ariel y la Diosa de Plata por Obediencia perfecta.
En 2015, Aguirre participó en un mitin realizado en el Festival Internacional de Cine de Guanajuato, donde un cortometraje tiene que realizarse en 48 horas. Posteriormente integró el elenco de la película Un monstruo de mil cabezas, dirigida por Rodrigo Plá. La película, sobre una esposa (Jana Raluy) que trata de hacer justicia por sus propias manos después de que una compañía de seguros de salud se niega a aprobar el cuidado de su esposo moribundo con la ayuda de su hijo (Aguirre Boëda), fue recibida con elogios de la crítica. Godfrey Cheshire de RogerEbert.com, elogiaron la actuación de Aguirre Boëda en esta película y en la anterior (Güeros). El mismo año actuó en Herederos dirigida por Jorge Hernández y coprotagonizada junto a Darío Yazbek en la película Mi Sangre, que fue rodada en locaciones de México, Francia e Inglaterra.
Aguirre Boëda aparece en La vida inmoral de la pareja ideal (2016) de Manolo Caro, como la versión joven de «Lucio», quien conoce a «Martina» (Ximena Romo) en la escuela secundaria, se enamoran y se separan poco después, y 25 años después reencontrarse por casualidad. Trabajó en Francia en la película Los Paisajes (2016) que retrata a un adolescente que huye del internado para encontrarse con su hermano en París y emprende un viaje a la campiña francesa, donde la relación fraternal se enfrenta a un trágico suceso.

## Filmografía
| Año  | Título                             | Rol                        | Notas      |
| ---- | ---------------------------------- | -------------------------- | ---------- |
| 2008 | ¡Volar!                            | Beto                       | Short film |
| 2008 | La canción de los niños muertos    | Younger son                | Short film |
| 2010 | Contraluz                          | Santiago                   | Short film |
| 2012 | Tucán                              | Sebastián                  | Short film |
| 2014 | Güeros                             | Tomás                      |            |
| 2014 | Obediencia perfecta                | Julián "Sacramento" Santos |            |
| 2015 | A Monster with a Thousand Heads    | Darío Castrejón Bonet      |            |
| 2015 | Los herederos                      | Ruco                       |            |
| 2015 | Los paisajes                       | Alonso                     |            |
| 2016 | Siempre contigo                    | Mateo                      | Short film |
| 2016 | La vida inmoral de la pareja ideal | Lucio 17 Years Old         |            |
| 2017 | Dos ballenas                       | Nicolás                    | Short film |
| 2018 | Alex Winter                        | Alex                       |            |